# Новое Щербино
Новое Щербино — деревня в Смоленской области России, в Ельнинском районе. Население — 17 жителей (2007 год) .  Расположена в юго-восточной части области в 18 км к юго-западу от города Ельня, в 11 км западнее автодороги Р137 Сафоново — Рославль, в 12 км южнее автодороги Р96 Новоалександровский(А101) — Спас-Деменск — Ельня — Починок. Входит в состав Малышевского сельского поселения. Отделена от деревни Старое Щербино рекой Недна.

## История
В годы Великой Отечественной войны деревня была местом ожесточённых боёв и дважды была оккупирована гитлеровскими войсками. 1-й раз в июле 1941 года (освобождена в ходе Ельнинской операции), 2-й раз в октябре 1941 года (освобождена в ходе Ельнинско-Дорогобужской операции в 1943 году). Была освобождена 68-й армией.